# Keystone Heights
Pour les articles homonymes, voir Keystone (homonymie).
La ville américaine de Keystone Heights est située dans le comté de Clay, en Floride.

## Démographie
| 1930 | 1940 | 1950 | 1960 | 1970 | 1980  |
| ---- | ---- | ---- | ---- | ---- | ----- |
| 107  | 145  | 307  | 655  | 800  | 1 056 |

| 1990  | 2000  | 2010  | - | - | - |
| ----- | ----- | ----- | - | - | - |
| 1 315 | 1 349 | 1 350 | - | - | - |

Lors du recensement de 2000, elle comptait 1 350 habitants.

## Personnalités liées à la ville
Frederick McMahon Gaige est mort à Keystone Heights le 20 octobre 1976.

## Source
- (en) Cet article est partiellement ou en totalité issu de l’article de Wikipédia en anglais intitulé « Keystone Heights, Florida » (voir la liste des auteurs).